# Château de Boyac
 (octobre 2021).
Si vous disposez d'ouvrages ou d'articles de référence ou si vous connaissez des sites web de qualité traitant du thème abordé ici, merci de compléter l'article en donnant les références utiles à sa vérifiabilité et en les liant à la section « Notes et références ».
Le château de Boyac (ou manoir de Boyac) est un château situé à Ploërmel dans le Morbihan (France).

## Histoire
Cette seigneurie, située à trois kilomètres au nord de la ville de Ploërmel, est l'une des plus anciennes de ce pays. Il en est fait mention dès le IXe siècle. On croit que c'était là le lieu-dit « batalaoc », villa et proedium in plebe Armaël, donné en 858 aux moines de Redon par Catwaten, fils de Drelawen. Il est certain que Boyac, dit « Buiac », après avoir été donné en usufruit par le comte Matuédo à l'évêque de Vannes Bily, fut rendu par ce dernier en l'an 913 aux moines de Redon. Il est dit « Boyat » en l'an 914, « Bouyac » en 1440, « Bouiac » en 1460 et « Boyac » depuis 1513.
Lors de la réformation du domaine royal de Ploërmel, la seigneurie de Boyac est décrite, dans la déclaration faite le 6 décembre 1676, comme « maison et dépendances nobles de Boyac, consistant en bâtiments entourant une cour fermée de soixante pieds carrés avec portail ».
Le manoir de Boyac, en totalité,  fait l'objet d'une inscription au titre des monuments historiques depuis le 1er juillet 2011.

## Visites
Le manoir est une propriété privée. Les extérieurs sont visibles toute l'année et les intérieurs peuvent se visiter sur rendez-vous ou lors des journées européennes du patrimoine.